# ماکسیم سپانو راهو
ماکسیم سپانو راهو (انگلیسی: Maxime Spano-Rahou؛ زادهٔ ۳۱ اکتبر ۱۹۹۴) بازیکن فوتبال اهل ایتالیا است.
از باشگاه‌هایی که در آن بازی کرده‌است می‌توان به باشگاه فوتبال والنسین و باشگاه فوتبال تولوز اشاره کرد.